# Jiří Pelikán (tenista)
Jiří Pelikán (* 9. května 1970 Ostrava) je bývalý český profesionální tenista.
Narodil se 9. května 1970 v Ostravě. Během své profesionální kariéry dosáhl na 208. místě světového žebříčku ATP. V roce 1992 se dostal do semifinále challengeru v Poznani. V roce 1995 se pokoušel kvalifikovat do Wimbledonu, avšak neúspěšně. Jedinou účast v hlavní soutěži turnaje ATP Tour si připsal ve čtyřhře na Czech Indoor 1994.
Působí jako trenér v tenisovém klubu TJ Start Ostrava.